# Höstastersläktet
Höstastersläktet (Symphyotrichum) är ett växtsläkte med cirka 90 arter i familjen korgblommiga växter. De förekommer naturligt i Nordamerika, Centralamerika, Sydamerika, Västindien och östra Asien. Tidigare räknades arterna till astersläktet (Aster), men får numera bilda ett eget släkte.

## Bildgalleri

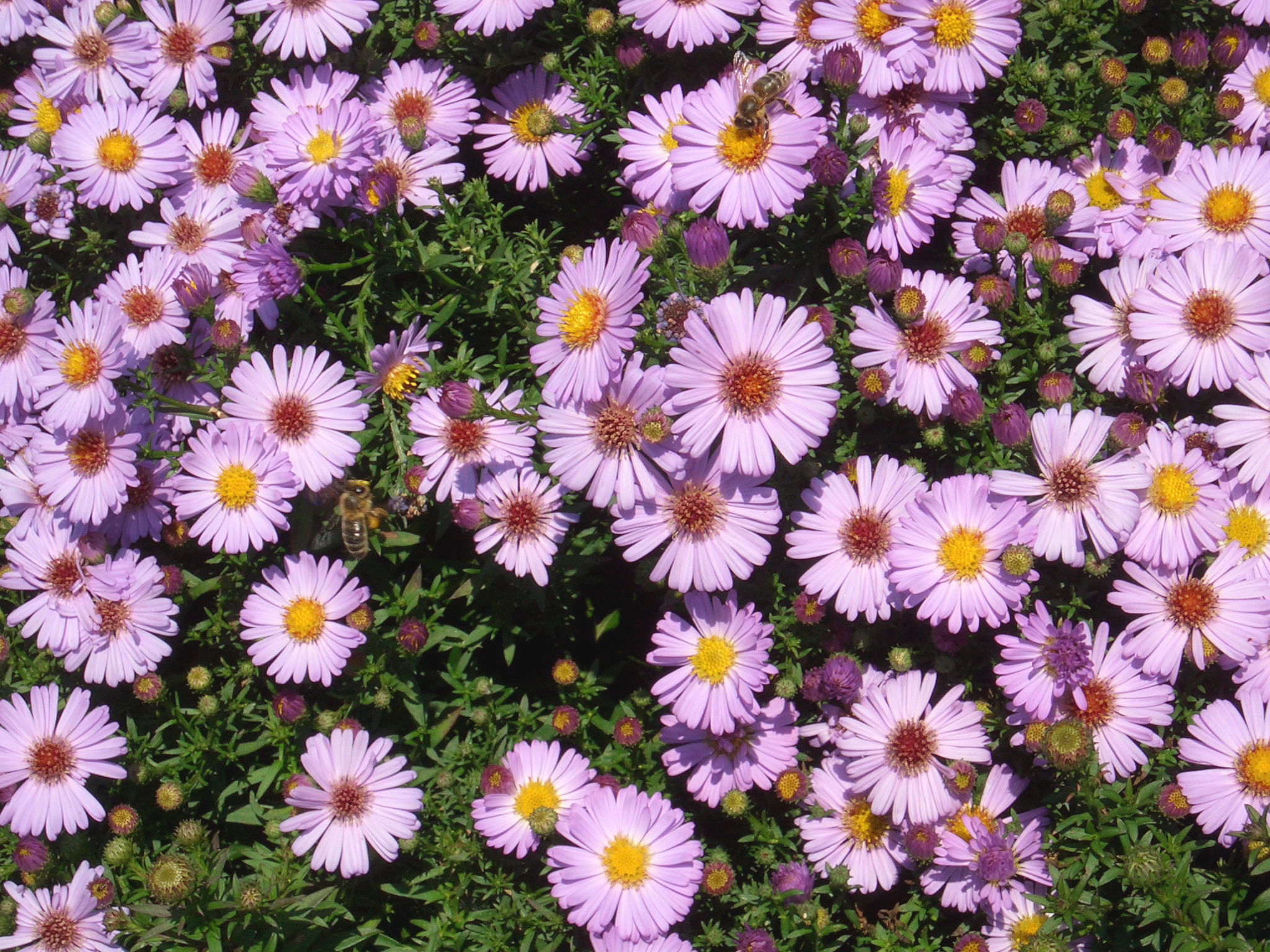
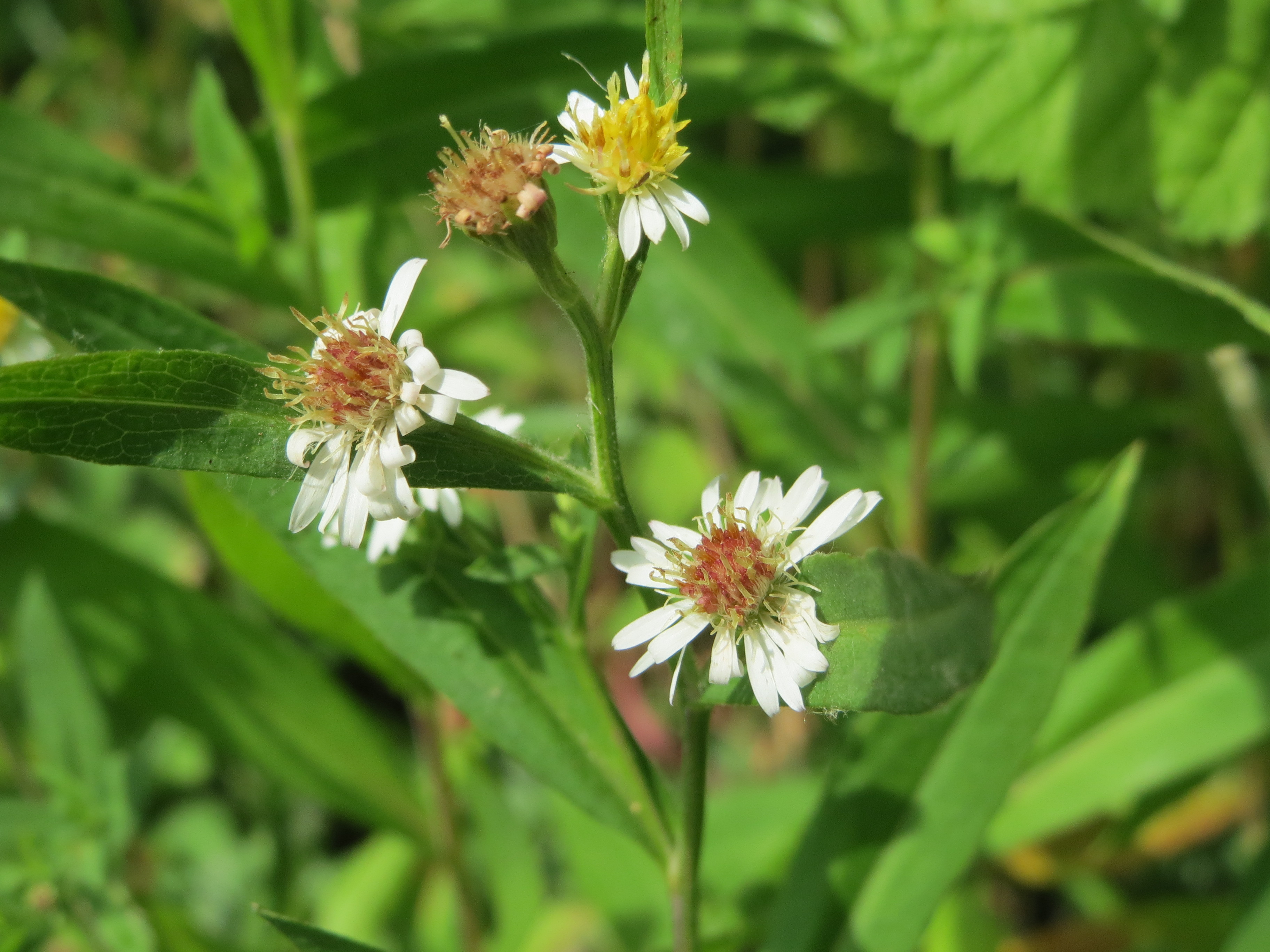
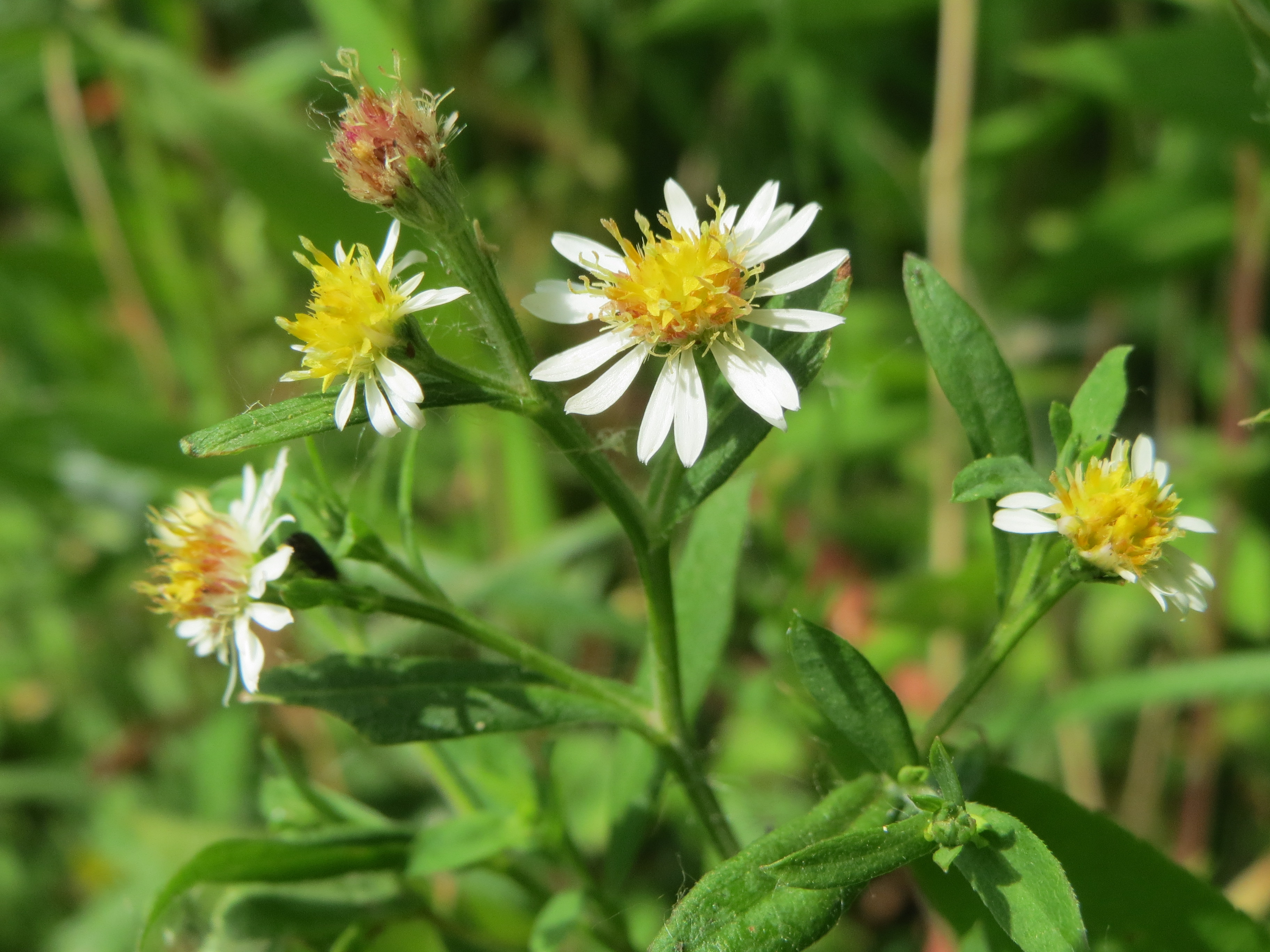
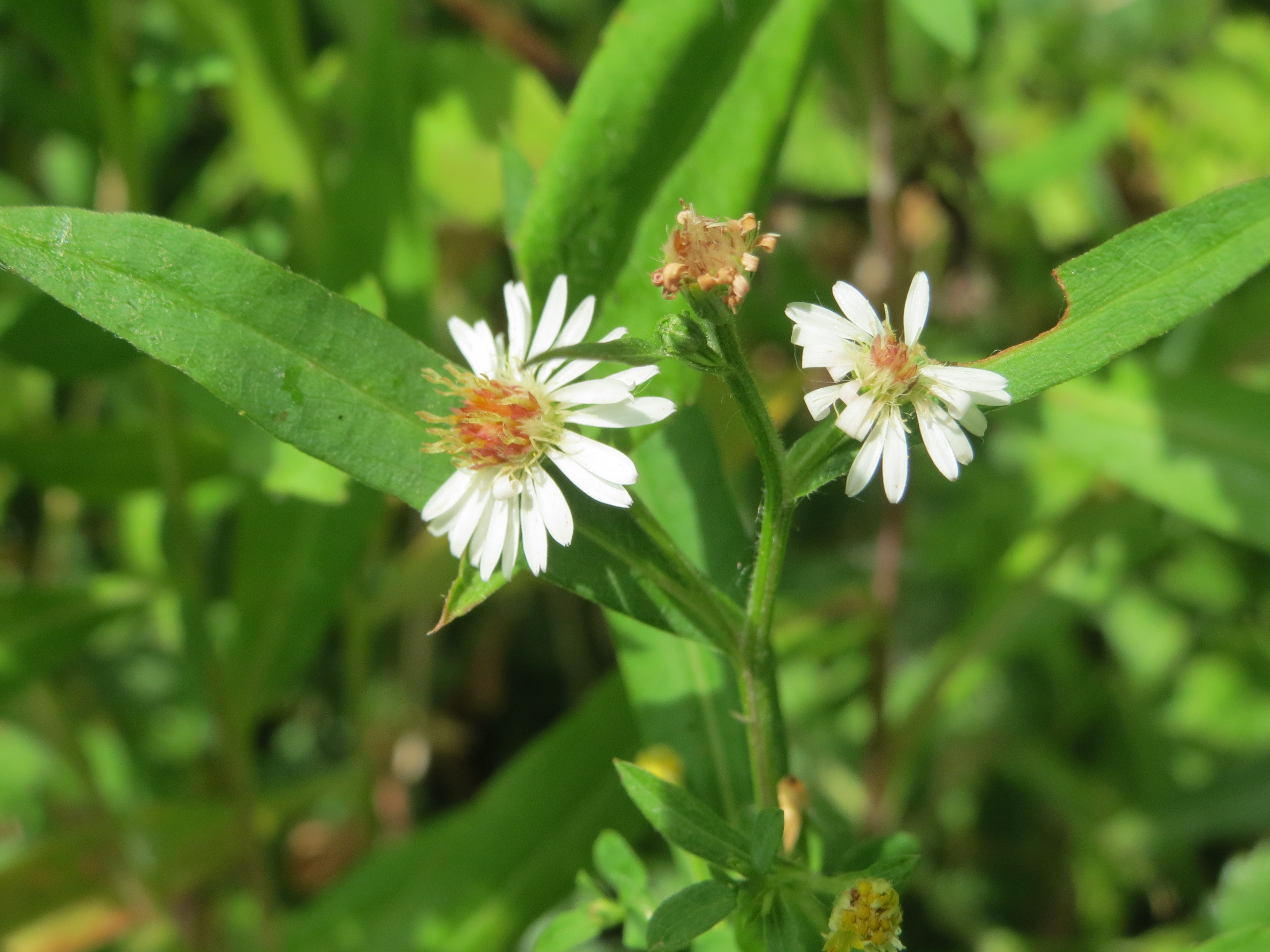
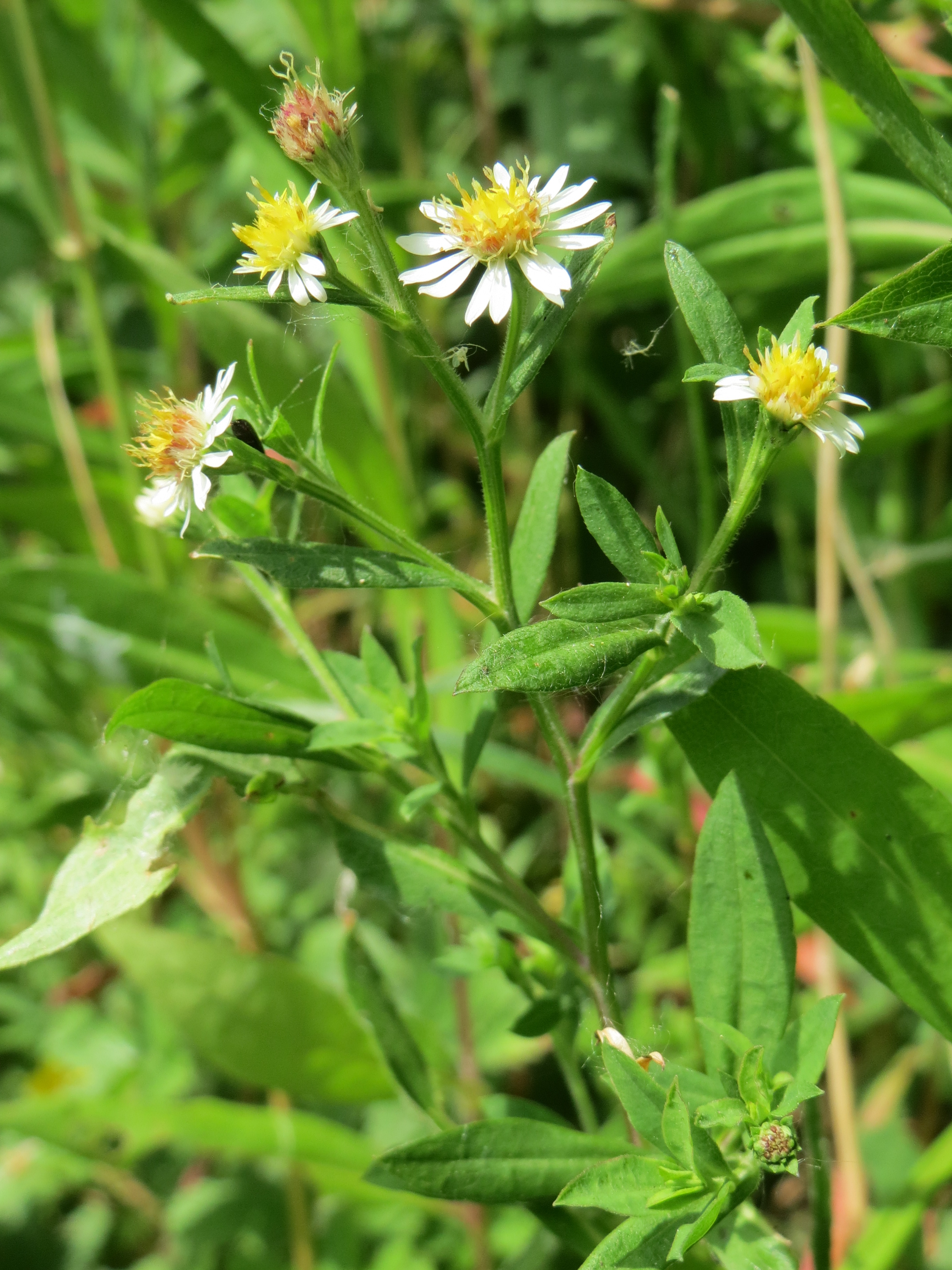
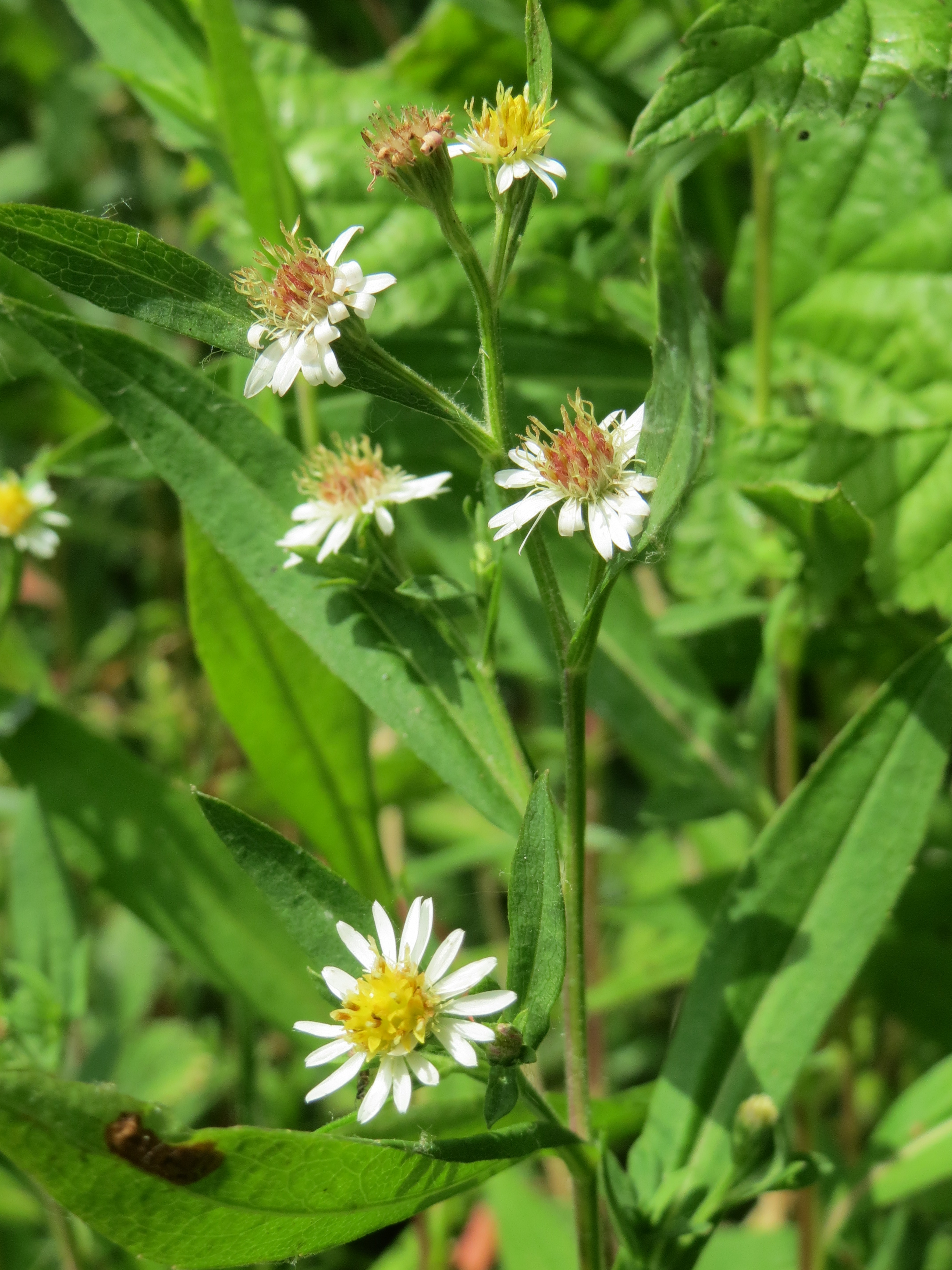

## Dottertaxa till Höstastrar, i alfabetisk ordning[1]
- Symphyotrichum adnatum
- Symphyotrichum amethystinum
- Symphyotrichum anomalum
- Symphyotrichum anticostense
- Symphyotrichum ascendens
- Symphyotrichum batesii
- Symphyotrichum boreale
- Symphyotrichum bullatum
- Symphyotrichum burgessii
- Symphyotrichum campestre
- Symphyotrichum carnerosanum
- Symphyotrichum chapmanii
- Symphyotrichum chilense
- Symphyotrichum ciliatum
- Symphyotrichum ciliolatum
- Symphyotrichum columbianum
- Symphyotrichum concolor
- Symphyotrichum cordifolium
- Symphyotrichum cusickii
- Symphyotrichum defoliatum
- Symphyotrichum depauperatum
- Symphyotrichum drummondii
- Symphyotrichum dumosum
- Symphyotrichum eatonii
- Symphyotrichum elliottii
- Symphyotrichum ericoides
- Symphyotrichum eulae
- Symphyotrichum falcatum
- Symphyotrichum fendleri
- Symphyotrichum finkii
- Symphyotrichum firmum
- Symphyotrichum foliaceum
- Symphyotrichum fontinale
- Symphyotrichum frondosum
- Symphyotrichum georgianum
- Symphyotrichum glabrifolium
- Symphyotrichum graminifolium
- Symphyotrichum grandiflorum
- Symphyotrichum gravesii
- Symphyotrichum greatae
- Symphyotrichum gypsophilum
- Symphyotrichum hallii
- Symphyotrichum hendersonii
- Symphyotrichum hintonii
- Symphyotrichum jessicae
- Symphyotrichum kralii
- Symphyotrichum laeve
- Symphyotrichum lanceolatum
- Symphyotrichum lateriflorum
- Symphyotrichum laurentianum
- Symphyotrichum lentum
- Symphyotrichum longulum
- Symphyotrichum lucayanum
- Symphyotrichum martii
- Symphyotrichum molle
- Symphyotrichum nahanniense
- Symphyotrichum novae-angliae
- Symphyotrichum novi-belgii
- Symphyotrichum oblongifolium
- Symphyotrichum ontarionis
- Symphyotrichum oolentangiense
- Symphyotrichum parviceps
- Symphyotrichum parviflorum
- Symphyotrichum patagonicum
- Symphyotrichum patens
- Symphyotrichum patulum
- Symphyotrichum peteroanum
- Symphyotrichum phlogifolium
- Symphyotrichum pilosum
- Symphyotrichum plumosum
- Symphyotrichum porteri
- Symphyotrichum potosinum
- Symphyotrichum praealtum
- Symphyotrichum pratense
- Symphyotrichum prenanthoides
- Symphyotrichum priceae
- Symphyotrichum puniceum
- Symphyotrichum pygmaeum
- Symphyotrichum racemosum
- Symphyotrichum regnellii
- Symphyotrichum retroflexum
- Symphyotrichum robynsianum
- Symphyotrichum salignum
- Symphyotrichum schistosum
- Symphyotrichum sericeum
- Symphyotrichum shortii
- Symphyotrichum simmondsii
- Symphyotrichum spathulatum
- Symphyotrichum subgeminatum
- Symphyotrichum subspicatum
- Symphyotrichum tardiflorum
- Symphyotrichum tenuifolium
- Symphyotrichum tradescantii
- Symphyotrichum trilineatum
- Symphyotrichum turbinellum
- Symphyotrichum undulatum
- Symphyotrichum urophyllum
- Symphyotrichum vahlii
- Symphyotrichum walteri
- Symphyotrichum welshii
- Symphyotrichum versicolor
- Symphyotrichum yukonense